# Neosteingelia texana
Neosteingelia texana är en insektsart som beskrevs av Morrison 1927. Neosteingelia texana ingår i släktet Neosteingelia och familjen pärlsköldlöss. Inga underarter finns listade i Catalogue of Life.